# Ras El Aïn
Pour les articles homonymes, voir Ras Al-Aïn.
Ras El Aïn (en arabe : رأس العين ; en berbère : ⵕⴰⵙ ⵍⵄⵉⵏ) est une ville du Maroc. Elle est située dans la région de Casablanca-Settat, province de Settat, à côté de la ville de Settat, mais elle dépend administrativement de la ville de Ben Ahmed.
Cette ville, à mi-chemin entre les villes de Settat et Sidi Hajjaj, s'est développée autour d'une gare ferroviaire et d'une fameuse source d'eau qui alimente la ville en eau potable et qui servait surtout à irriguer des centaines de plantations à l'entour.

### Sources
1. ↑  [PDF] Haut-commissariat au Plan, Recensement général de la population et de l'habitat de 2004 : Population légale du Maroc (lire en ligne), p. 56